# Jonathan Littell
Pour les articles homonymes, voir Littell.
Œuvres principales
- Les Bienveillantes
- Le Sec et l'Humide
- Une vieille histoire

Jonathan Littell, né le 10 octobre 1967 à New York, est un écrivain et cinéaste franco-américain. Son roman Les Bienveillantes, écrit en français et signé à l'âge de 39 ans, lui vaut, en 2006, le prix Goncourt et le grand prix du roman de l'Académie française.
C'est aussi grâce à ce roman qu'il obtient le 8 mars 2007 la nationalité française pour « contribution au rayonnement de la France » après deux tentatives infructueuses en 2006.

## Biographie
Né d'une famille (Lidsky) d'origine juive émigrée de Russie aux États-Unis à la fin du XIXe siècle, il est le fils de l’écrivain Robert Littell. Aujourd'hui domicilié en Espagne, à Barcelone, il a passé son enfance en France, pays qu’il ne quittera qu’au moment d'entrer à l’université Yale après avoir passé son baccalauréat au lycée Fénelon en 1985[réf. nécessaire].
Même si sa famille n'a pas vécu de façon directe le sort réservé aux Juifs en Europe, Jonathan Littell a grandi avec cette histoire, qui sera le thème central de sa première œuvre. Marqué durant son enfance par la guerre du Viêt Nam, il partira, après trois années passées à Yale, dans les Balkans alors en conflit. Il s'investit dans l'action humanitaire, au sein de l'ONG Action contre la faim dans laquelle il travaillera sept ans, notamment en Bosnie-Herzégovine, mais aussi en divers endroits du monde tels que la Tchétchénie, l'Afghanistan, le Congo ou encore Moscou[réf. nécessaire].
En 2001, il décide d’arrêter ses activités humanitaires et de s'atteler à l'écriture de son plus célèbre roman, Les Bienveillantes, vaste fresque portant sur la Seconde Guerre mondiale et le front de l'Est, à travers les mémoires imaginaires d'un officier SS cultivé du nom de Maximilien Aue. Ce livre recevra le prix Goncourt 2006, sera un événement littéraire (vendu à plus de 700 000 exemplaires à la fin 2007) et sera à l'origine de plusieurs polémiques. Selon Jorge Semprún, « [ce livre est] le roman de ce début de siècle. »
Son précédent ouvrage, Bad Voltage, est paru en 1989 aux éditions Signet Book. C'est un essai de science-fiction se déroulant dans l'univers du cyberpunk. Ce livre ne comporte aucune biographie de l'auteur. Il fait référence à la France et à des auteurs tels que Jean Genet et Charles Baudelaire, ainsi qu'à la ville de Paris. Il y fait d'ailleurs à plusieurs reprises référence aux carrières et catacombes de Paris[réf. nécessaire].
Il publie, en 2006, un rapport long et détaillé sur les services secrets de la fédération de Russie entre 1991 et 2005, disponible gratuitement (en anglais) sur Internet.
En mars 2008 paraît Études, quatre nouvelles écrites entre 1995 et 2002 (« Un dimanche d'été », « L'attente », « Entre deux avions », « Fait accompli »). Le quatrième de ces récits, « Fait accompli », présente jusqu'à l'obsession quatre solutions, toutes irrecevables, d'un problème de couple[réf. nécessaire].
En avril 2008, il fait paraître Le Sec et l'Humide, une lecture analytique (inspirée des thèses de Klaus Theweleit) des textes du leader d'extrême droite belge Léon Degrelle. Littell explique s'être inspiré de ses recherches pour le personnage de Max Aue des Bienveillantes[réf. nécessaire].
En janvier 2012, il se rend, pour le journal le Monde, à Homs, en Syrie, pour couvrir le soulèvement et le conflit dans la ville assiégée, aux côtés du photographe Mani. Il écrit cinq articles depuis Homs, du 17 janvier au 2 février. De ce séjour sera tiré le livre Carnets de Homs, qui retranscrit ses notes quotidiennes, publié en mai 2012, alors que la ville a subi une violente offensive du régime syrien,.
Il réalise en 2016 un film documentaire de long métrage, Wrong Elements, consacré aux « enfants-soldats » en Ouganda.

## Prises de position
Dans le journal israélien Haaretz du 30 mai 2008, Jonathan Littell prend de la distance avec ses racines familiales juives et la politique de l'État d'Israël.
Dans le journal allemand Frankfurter Rundschau du 24 juin 2008, il critique sévèrement Peter Handke dont les propos politiques pro-serbes restent pour lui inacceptables comme l'ont été ceux de Céline avant la dernière guerre mondiale. Il reconnaît à ces deux écrivains beaucoup de talent mais qualifie d'« obscènes » leur attitude et leurs propos politiques.
Le 27 mars 2022, dans le contexte de l'invasion de l'Ukraine, il publie une tribune dans Le Monde dans laquelle il accuse ses « amis d’âme et d’esprit » russes d'avoir « le plus souvent gardé le silence » face aux guerres menées par Vladimir Poutine, et les appelle à « faire tomber ce régime » en faisant leur « propre Maïdan ».

## Œuvres

### Fiction
- 1989 : Bad Voltage, éditions Signet Books  (ISBN 0451160142) Le premier roman (science-fiction cyberpunk) de Jonathan Littell, écrit en anglais, est épuisé (à l'automne 2006).
- 2006 : Les Bienveillantes, Paris, éditions Gallimard, 910 p. (ISBN 207078097X) Prix Goncourt 2006 ; grand prix du roman de l'Académie française 2006 ; meilleur livre de l'année 2006 (Lire), 2006 ; Athens Prize for Literature 2009.
- 2007 : Études (nouvelles), Montpellier, éditions Fata Morgana
- 2009 : Récit sur rien, Montpellier, Fata Morgana
- 2010 : En pièces, Montpellier, Fata Morgana  (ISBN 9782851947673)
- 2012 : Une vieille histoire, Montpellier, Fata Morgana  (ISBN 978-2851948311)
- 2018 : Une vieille histoire. Nouvelle version, Paris, Gallimard[12],[13],[14]  (ISBN 978-2072776847) Prix Sade 2018.
- 2019 : Les récits de Fata Morgana, Folio

### Récits, essais
- 2008 : Le Sec et l'Humide, Paris, éditions Gallimard, 2008  (ISBN 9782070119455)
- 2009 : Tchétchénie, An III, Paris, Gallimard, coll. « Folio documents », 2009
- 2010 : Triptyque : Trois études sur Francis Bacon, Paris, L'Arbalète-Gallimard, 2010  (ISBN 9782070130931)
- 2012 : Carnets de Homs, Paris, Gallimard, 2012
- 2022 :  De l'agression russe. Écrits polémiques, Paris, Gallimard, coll. « Tracts », n° 43, novembre 2022. 64 p.  (ISBN 9782073020192)
- 2023 : Un endroit inconvénient (avec Antoine d'Agata), Gallimard  (ISBN 978-2-0730-3-685-8)

### Autres publications

#### Articles
- « The Security Organs of the Russian Federation - A Brief History 1991-2005 »[4] (rapport), Psan Publishing House
- « Cho Seung-hui, ou l'écriture du cauchemar »[15], Le Monde du 22 avril 2007
- « Lire ? »[16], Le Figaro littéraire, 5 février 2009 Inédit dans lequel J. Littell reprend à son compte ce que Maurice Blanchot écrivait dans La NRF en 1953 : l'auteur doit disparaître pour que son livre vive.
- « L'assassinat de la journaliste et activiste russe Natalia Estemirova, en Tchétchénie : un an déjà ! »[17], point de vue publié dans Le Monde du 15 juillet 2010

#### Conférences, débats
- Conférence-débat[18] avec Julia Kristeva et Rony Brauman à l'École normale supérieure (format audio et vidéo)
- Jonathan Littell et Daniel Cohn-Bendit[19] en direct du Berliner Ensemble, le 28 février 2008

## Filmographie
- 2016 : Wrong Elements (sélection officielle, séances spéciales Festival de Cannes 2016)

#### Ouvrages
- Philippe Baillet, Le Parti de la vie — Clercs et guerriers d'Europe et d'Asie, Saint-Genis-Laval, Akribeia, 2015, 244 p., « Les cabotins et les combattants : en lisant Maurizio Serra et Jonathan Littell », p. 109-116  (ISBN 2-913612-57-1)
- Paul-Éric Blanrue, Les Malveillantes. Enquête sur le cas Jonathan Littell, éd. Scali, 2006
- Marc Lemonier, “Les Bienveillantes” décryptées. Guide pour comprendre ce roman foisonnant, Éditions Le Pré aux clercs, mars 2007

#### Articles
- Pierre Nora, « Du bon usage romanesque de l'histoire. Antony Beevor, Jonathan Littell un échange », Le Débat no 165, Gallimard, mai-août 2011.
- Anne Chemin, « Jonathan Littell décrypte le débat sans le son », Le Monde, 5 mai 2007, sur urban-resources.net.
- Richard Millet et Jonathan Littell, « Conversation à Beyrouth », Le Débat, no 144, Gallimard, mars-avril 2007
- Pierre Nora et Jonathan Littell, « Conversations sur l'histoire et le roman », Le Débat, no 144, Gallimard, mars-avril 2007.
- Marc-Édouard Nabe, « Et Littell niqua Angot », tract, 23 novembre 2006.
- Charles Berkenbaum, « Variations sur Les Bienveillantes de Jonathan Littell » (pp. 315-322) et Joseph Brami, « Les Bienveillantes de Jonathan Littell. Une esthétique de l'insoutenable » (pp. 265-313), in Balises. Cahiers de Poétique des Archives & Musée de la Littérature, n° 13-14 : « Dire le mal 4 », Bruxelles, Archives & Musée de la Littérature/Didier Devillez éditeur, 2009.